# Marc Huster
Marc Huster (Altdöbern, RDA, 1 de julio de 1970) es un deportista alemán que compitió en halterofilia.
Participó en tres Juegos Olímpicos de Verano, entre los años 1992 y 2000, obteniendo en total dos medallas de plata: en Atlanta 1996 (83 kg) y en Sídney 2000 (85 kg).
Ganó cinco medallas en el Campeonato Mundial de Halterofilia entre los años 1993 y 1999, y tres medallas de oro en el Campeonato Europeo de Halterofilia entre los años 1997 y 1999.
Desde el año 1997 es comentador de las competiciones de halterofilia para la versión alemana de la cadena de televisión Eurosport.

## Palmarés internacional
| Juegos Olímpicos   | Juegos Olímpicos         | Juegos Olímpicos  | Juegos Olímpicos |
| Año                | Lugar                    | Medalla           | Categoría        |
| ------------------ | ------------------------ | ----------------- | ---------------- |
| 1996               | Atlanta (Estados Unidos) | Medalla de plata  | 83 kg            |
| 2000               | Sídney (Australia)       | Medalla de plata  | 85 kg            |
| Campeonato Mundial |                          |                   |                  |
| Año                | Lugar                    | Medalla           | Categoría        |
| 1993               | Melbourne (Australia)    | Medalla de plata  | 83 kg            |
| 1994               | Estambul (Turquía)       | Medalla de oro    | 83 kg            |
| 1995               | Cantón (China)           | Medalla de plata  | 83 kg            |
| 1998               | Lahti (Finlandia)        | Medalla de plata  | 85 kg            |
| 1999               | Atenas (Grecia)          | Medalla de bronce | 85 kg            |
| Campeonato Europeo |                          |                   |                  |
| Año                | Lugar                    | Medalla           | Categoría        |
| 1997               | Rijeka (Croacia)         | Medalla de oro    | 83 kg            |
| 1998               | Riesa (Alemania)         | Medalla de oro    | 85 kg            |
| 1999               | La Coruña (España)       | Medalla de oro    | 85 kg            |